# Polymastia laganoides
Polymastia laganoides är en svampdjursart som beskrevs av Lawrence Morris Lambe 1894. Polymastia laganoides ingår i släktet Polymastia och familjen Polymastiidae. Inga underarter finns listade i Catalogue of Life.